# Ларбинский сельсовет
Ларби́нский сельсове́т — упразднённое сельское поселение в Тындинском районе Амурской области.
Административный центр — посёлок Ларба.

## История
Ларбинский сельский Совет депутатов был образован на основании решения Амурского областного Совета депутатов трудящихся № 282 от 20.07.1976 года.
3 августа 2005 года в соответствии с Законом Амурской области № 32-ОЗ муниципальное образование наделено статусом сельского поселения.
Упразднено в январе 2021 года в связи с преобразованием муниципального района в муниципальный округ.

## Население
| 2002 | 2010 | 2011 | 2012 | 2013 | 2014 | 2015 |
| ---- | ---- | ---- | ---- | ---- | ---- | ---- |
| 549  | ↘503 | ↘500 | ↘462 | ↘442 | ↘423 | ↘417 |
| 2016 | 2017 | 2018 |      |      |      |      |
| ↘403 | →403 | ↗416 |      |      |      |      |

## Состав сельского поселения
| № | Населённый пункт | Тип населённого пункта          | Население |
| - | ---------------- | ------------------------------- | --------- |
| 1 | Ларба            | посёлок, административный центр | →416      |